# Halit Çelenk
Halit Çelenk (* 1922 in Antakya; † 5. Mai 2011) war ein türkischer Jurist und Politiker.
Çelenk schloss im Jahre 1944 sein rechtswissenschaftliches Studium an der Universität Istanbul ab und heiratete seine Kommilitonin Şekibe Sayar.
1948 begann er seine berufliche Karriere als Rechtsanwalt in Samsun. 1962 trat er zusammen mit seiner Frau in die Arbeiterpartei der Türkei ein und wurde in den Parteivorstand gewählt. 1971 vertrat er im THKO-Prozess die später zum Tode verurteilten Deniz Gezmiş, Yusuf Aslan und Hüseyin İnan. Während der Urteilsvollstreckungen war er anwesend; er kommentierte dies mit den Worten: „Ich kann euch meine Hilflosigkeit während dieser Minuten nicht schildern, welche den schlimmsten Zeitabschnitt meines 87-jährigen Lebens darstellt.“
Çelenk litt seit 2002 an Krebs. Am 5. Mai 2011, ein Tag vor dem Todestag der im THKO-Prozess zum Tode verurteilten Deniz Gezmiş, Yusuf Aslan und Hüseyin İnan, erlag er seiner Krankheit.

## Schriften
- Beş Kapı Beş Kilit Anılar. Tekin Yayınevi, Istanbul 1996, ISBN 9754781753.
- Barış Savaşçıları. Tekin Yayınevi, Istanbul 1996, ISBN 9754781745.
- İdam Gecesi Anıları. Tekin Yayınevi, Istanbul 1998, ISBN 9754781044.
- Türkiye İşçi Partisi'nde İç Demokrasi. Evrensel Basım Yayın, Istanbul 2003, ISBN 9756525355.
- Demokrasi Masalı. İmge Kitabevi Yayıncılık, Istanbul 2003, ISBN 9755333819.
- Yenilmeyenlerin Tanığı. Penta Yayıncılık, Istanbul 2008, ISBN 978-9750102042.